# NK Trnje Zagreb
NK Trnje nogometni je klub iz Zagreba. Raspolaže s glavnim stadionom kapaciteta 1300 gledatelja kao i najsuvremenijim sportskim centrom s 4 multifunkcionalna terena s odgovarajućom rasvjetom.  
U sezoni 2024./25. se natječe u 2. NL.

## Povijest
NK Trnje iz Zagreba je osnovan 14. prosinca 1924. Osnivači su bili: braća Bošnjak, braća Krenusa, Stanković, Gradiški, Kolić, Kraljić, Bakarić, Burić. Prvi predsjednik A. Feldbauer. Imena koja je klub nosio: od 1924. Trnje, od. 1946. do 1950. Torpedo i ponovno od 1950. Trnje.
Klupska boja 1932. bila je plava.
Tijekom ljeta 1941. ujedinio se s Tomislavom.
Najbolji rezultati kluba u povijesti: 
1980. godine kada su omladinci igrali finale kupa Hrvatske. 
2001. godine plasmanom seniora u II. HNL
2005. godine kad su seniori osvojili Kup ZNS-a. 
2015. godine kad je generacija 2001.godišta osvojila Kup ZNS-a.  
2017. godine kad je generacija pionira 2002. godišta igrala kvalifikacije za 1. HNL. 
Najuspješniji igrači:
- Vladimir Firm (poslije u Željezničaru, Partizanu, Zagrebu, jugoslavenski reprezentativac)
- Dragutin Kršek (Željezničar, Ferraria, Radnik)
- Snješko Cerin (Zagrebački plavi i Dinamo Zagreb)

Najzaslužniji djelatnici: M. Andrašević, B. Bakarić, Đ. Kraljić, Đ. Bošnjak, S. Bratković, B. Tkalčić, I. Markus, A. Ibrahimpašić, M. Pongrac, I. i V. Knežić, J. Hudoletnjak, N. Radmilov, V. Martinić, T. Miletić.
Klub je 100. godišnjicu postojanja proslavio 7. rujna 2024. pobijedivši Dinamo Zagreb 2:1 na domaćem terenu.

## Vanjske poveznice
- Službena web-stranica  Arhivirana inačica izvorne stranice od 26. ožujka 2019. (Wayback Machine)
- Profil, HNS Semafor